# Melana Chasmata
Melana Chasmata ist das zweite Studioalbum der Schweizer Extreme-Metal-Band Triptykon. Es wurde am 14. April 2014 bei Prowling Death Records/Century Media veröffentlicht.

## Entstehung
Im Oktober 2013 hatte Thomas Gabriel Fischer alias Tom Warrior das Album in seinem Blog angekündigt. Es wurde von November 2013 bis Januar 2014 in Landshut und Zürich aufgenommen. Produzenten waren Tom Warrior und V. Santura, Co-Produzent war Michael Zech. Die drei mischten das Album im Januar 2014 im Woodshed Studio in Landshut auch ab, V. Santura masterte es ebendort.

## Gestaltung
Für das Albumcover wurde ein Bild des 2014 verstorbenen Schweizer Künstlers HR Giger verwendet. Giger hatte der Band bereits für ihr Debütalbum Eparistera Daimones (2010) gestattet, eines seiner Bilder zu verwenden. Den Angaben der Band zufolge war Giger dann 2011 an sie herangetreten und hatte seine Wertschätzung dafür bekundet, wie sie das Artwork verwendet hatte, und vorgeschlagen, die Kooperation fortzusetzen, womit dies mit Celtic Frosts To Mega Therion (1985) insgesamt das dritte Mal darstellt. Verwendet werden die Werke Mordor VII (1975) für das Frontcover und Landschaft XVI (1972) für das Gatefold.

## Rezeption
Das Album stieg auf Platz 52 der deutschen Charts ein und erreichte Platz 32 in der Schweiz. In den USA erreichte es Platz 171. Das Magazin Rock Hard kürte es zum Album des Monats. Hier wurden durch Chefredakteur Boris Kaiser 9 von 10 Punkten vergeben. Er schrieb, die Band spiele damit „in ihrer eigenen Liga“. Die Durchschnittsbewertung von allen Redakteuren der Zeitschrift lag bei 8,3. Dorian Gorr vergab im Metal Hammer 6 von 7 Punkten. Er urteilte, nach dem letzten starken Album Eparistera Daimones könne die Band eigentlich „nur verlieren“. Doch Warrior „scheißt auf Chancen und vertraut auf seine ihm ureigenen Instinkte, während er sich von einem Sog aus dunkler Energie in die Tiefen des schwarzen Doom Metal saugen lässt.“ Er bezeichnete Melana Chasmata als „das bösartigste Album seit Jahren. Und dafür braucht es keine Geschwindigkeit.“

## Titelliste
1. Tree of Suffocating Souls – 7:55
2. Boleskine House – 7:12
3. Altar of Deceit – 7:06
4. Breathing – 5:47
5. Auroræ – 6:17
6. Demon Pact – 6:06
7. In the Sleep of Death – 8:10
8. Black Snow – 12:25
9. Waiting – 5:54